# گزاویه ژان
گزاویه ژان (فرانسوی: Xavier Gens‎؛ زادهٔ ۲۷ آوریل ۱۹۷۵) کارگردان فیلم اهل فرانسه است. از فیلم‌هایش هیتمن، الفبای مرگ (بخش X مثل XXL) و خارجی را می‌توان نام برد.